# Federico Morlacchi
Federico Morlacchi (Luino, 11 novembre 1993) è un nuotatore italiano, vincitore di otto medaglie paralimpiche di cui una d'oro, sei volte campione mondiale e quattordici volte campione europeo.

## Carriera
Nasce a Luino, Federico è affetto da ipoplasia congenita al femore sinistro. Appassionato di nuoto sin da bambino, nel 2003 intraprende questo sport a livello agonistico e negli anni successivi prende parte ai campionati europei IPC di Reykjavík, dove vince due bronzi e di Berlino, dove vince un argento. Nel 2010 ha preso parte agli europei in vasca corta LEN per normodotati, gareggiando con atleti di disabilità inferiore, ed è riuscito ad ottenere un terzo posto nei 100m farfalla.
Nel 2012 è stato convocato per le Paralimpiadi di Londra dove è riuscito ad ottenere la medaglia di bronzo in tre gare (100m farfalla, 400m stile libero e 200m misti), segnando il record italiano nei 400 stile e nei 200 misti.
Nel 2013, ha preso parte ai mondiali di nuoto paralimpico di Montreal riuscendo ad ottenere il terzo posto nei 200 misti classe SM9 con il tempo record di 2'18″15, un secondo posto nei 400 stile libero classe S9 con il tempo di 4'14”46, segnando il record europeo e, il 17 agosto, uno straordinario primo posto nei 100 farfalla classe S9 nuotando per la prima volta sotto il muro del minuto, con il tempo di 59″63, laureandosi Campione del mondo.
Nel novembre 2013, Federico Morlacchi è stato nominato Cavaliere dell'Ordine al Merito della Repubblica Italiana per i successi sportivi ottenuti.
Nell'agosto 2014 Federico ha preso parte ai Campionati Europei di Nuoto Paralimpico a Eindhoven, vincendo ben 5 medaglie d'oro, rispettivamente nei 100 farfalla in 59"60, nei 100 stile libero con il tempo di 57"05, nei 400 stile libero in 4'18"34, nei 200 misti con il tempo di 2'17"82 e nei 100 rana in 1'13"00.
Nell'aprile del 2015, al Meeting Internazionale di Berlino, Federico ha infranto la barriera dei 59 secondi nella specialità 100 farfalla (categoria S9), registrando il tempo di 58”91 stabilendo così il nuovo record del mondo di categoria.
Nel luglio del 2015, ai Campionati Mondiali di Nuoto Paralimpico di Glasgow, Federico ha vinto l'oro nei 200 misti classe SM9 con il tempo di 2'17"76 laureandosi per la seconda volta Campione del mondo e tre argenti, rispettivamente, nei 100 stile libero con il tempo di 57"29, nei 100 farfalla in 59"69 e nei 400 stile libero in 4'17"76.
Nel 2016 Federico agli Europei di Funchal è salito cinque volte sul gradino più alto del podio vincendo l'oro nei 100 farfalla, nei 100 stile libero, nei 100 rana, nei 200 misti, nei 400 stile libero, l'argento nella staffetta 4x50 mista mista e il bronzo nella staffetta 4x100 mista. Sempre nel 2016 Federico ha partecipato alle Paralimpiadi di Rio dove si è laureato campione paralimpico nei 200m misti e tre volte vicecampione rispettivamente nei 100m farfalla, 100m rana e 400m stile libero.

## Palmarès
| Giochi paralimpici             | 100 m farfalla S9 | 100 m st. libero S9 | 400 m st. libero S9 | 200 m misti SM9      | 100 m rana SB8          | 4x50 m mista 20 pts |                           |                      |                            |
| 2012 Londra Regno Unito        | Bronzo 1'00"77    | ---                 | Bronzo 4'18"55      | Bronzo 2'20"28       | ---                     | ---                 |                           |                      |                            |
| 2016 Rio de Janeiro Brasile    | Argento 59"52     | 4º 57"28            | Argento 4'17"91     | Oro 2'16"72          | Argento 1'12"68         | ---                 |                           |                      |                            |
| 2020 Tokyo Giappone            | 4º 1'00"75        | ---                 | 7º 4'24"75          | squalif. in batteria | 9º in batteria 1'13"24  | ---                 |                           |                      |                            |
| 2024 Parigi Francia            | 4º 1'01"10        | ---                 | ---                 | ---                  | 10º in batteria 1'13"00 | ---                 |                           |                      |                            |
| Campionati mondiali IPC        | 100 m farfalla S9 | 100 m st libero S9  | 400 m st libero S9  | 200 m misti SM9      | 100 m dorso S9          | 4x50 m mista 20 pts | 4x100 m st. libero 34 pts | 4x100 m mista 34 pts | 4x100 m mista mista 34 pts |
| 2013 Montréal Canada           | Oro 59"63         | ---                 | Argento 4'14"46     | Bronzo 2'18"15       | ---                     | ---                 | ---                       | ---                  | ---                        |
| 2015 Glasgow Scozia            | Argento 59"69     | Argento 57"29       | Argento 4'17"50     | Oro 2'17"76          | ---                     | ---                 | ---                       | ---                  | ---                        |
| 2017 Città del Messico Messico | Argento ---       | ---                 | Oro ---             | Oro ---              | Argento ---             | Bronzo ---          | ---                       | Argento ---          | ---                        |
| 2019 Londra Regno Unito        | Argento ---       | ---                 | ---                 | Argento ---          | ---                     | ---                 | Oro ---                   | Argento ---          | ---                        |
| 2022 Funchal Portogallo        | Bronzo ---        | ---                 | ---                 | Bronzo ---           | ---                     | ---                 | ---                       | ---                  | ---                        |
| 2023 Manchester Regno Unito    | 4º 1'00"99        | ---                 | ---                 | Bronzo 2'21"26       | ---                     | ---                 | ---                       | ---                  | Argento In batteria        |
| Campionati europei IPC         | 100 m farfalla S9 | 100 m st. libero S9 | 400 m st. libero S9 | 200 m misti SM9      | 100 m rana SB8          | 4x50 m mista 20 pts | 4x100 m mista 34 pts      |                      |                            |
| 2009 Reykjavik Islanda         | Bronzo 1'01"57    | ---                 | ---                 | Bronzo 2'24"85       | ---                     | ---                 | ---                       |                      |                            |
| 2011 Berlino Germania          | Argento 1'00"34   | ---                 | ---                 | ---                  | ---                     | ---                 | ---                       |                      |                            |
| 2014 Eindhoven Paesi Bassi     | Oro 59"60         | Oro 57"05           | Oro 4'18"34         | Oro 2'17"82          | Oro 1'13"00             | ---                 | ---                       |                      |                            |
| 2016 Funchal Portogallo        | Oro 1'00"09       | Oro 56"99           | Oro 4'19"28         | Oro 2'18"39          | Oro 1'12"96             | Argento 2'47"74     | Bronzo 4'28"34            |                      |                            |
| 2018 Dublino Irlanda           | Oro 1'00"11       | Bronzo 56"69        | Oro 4'16"92         | Oro 2'17"55          | Bronzo 1'12"29          | ---                 | Oro 4'13"79               |                      |                            |
| 2021 Funchal Portogallo        | ---               | ---                 | ---                 | Bronzo ---           | ---                     | ---                 | Oro ---                   |                      |                            |